# Legislature della Repubblica di San Marino
Le legislature della Repubblica di San Marino dal 1906 ad oggi, inclusa la corrente, sono state trentuno. Per legislatura si intende il periodo in cui rimangono in carica i componenti del Consiglio Grande e Generale a seguito di elezioni politiche ed è pari a cinque anni.
Dal 1906 al 1920 una legislatura durava tre anni con il rinnovo di un terzo del Consiglio Grande e Generale; dal 1920 al 1926 la durata era pari a quattro anni e coincideva col rinnovo totale del Consiglio Grande e Generale (chiamato durante il fascismo Consiglio Principe e Sovrano).

## Elenco delle legislature
| Legislatura        | Inizio            | Fine              |
| ------------------ | ----------------- | ----------------- |
| I legislatura      | 10 giugno 1906    | 19 giugno 1909    |
| II legislatura     | 20 giugno 1909    | 23 giugno 1912    |
| III legislatura    | 24 giugno 1912    | 13 giugno 1915    |
| IV legislatura     | 14 giugno 1915    | 9 giugno 1918     |
| V legislatura      | 10 giugno 1918    | 13 novembre 1920  |
| VI legislatura     | 14 novembre 1920  | 3 marzo 1923      |
| VII legislatura    | 4 marzo 1923      | 11 dicembre 1926  |
| VIII legislatura   | 12 dicembre 1926  | 27 agosto 1932    |
| IX legislatura     | 28 agosto 1932    | 28 maggio 1938    |
| X legislatura      | 29 maggio 1938    | 4 settembre 1943  |
| XI legislatura     | 5 settembre 1943  | 10 marzo 1945     |
| XII legislatura    | 11 marzo 1945     | 26 febbraio 1949  |
| XIII legislatura   | 27 febbraio 1949  | 18 settembre 1951 |
| XIV legislatura    | 19 settembre 1951 | 13 agosto 1955    |
| XV legislatura     | 14 agosto 1955    | 12 settembre 1959 |
| XVI legislatura    | 13 settembre 1959 | 12 settembre 1964 |
| XVII legislatura   | 13 settembre 1964 | 6 settembre 1969  |
| XVIII legislatura  | 7 settembre 1969  | 7 settembre 1974  |
| XIX legislatura    | 8 settembre 1974  | 28 maggio 1978    |
| XX legislatura     | 29 maggio 1983    | 28 maggio 1985    |
| XXI legislatura    | 29 maggio 1985    | 28 maggio 1988    |
| XXII legislatura   | 29 maggio 1988    | 11 luglio 1993    |
| XXIII legislatura  | 12 luglio 1993    | 7 luglio 1998     |
| XXIV legislatura   | 8 luglio 1998     | 12 luglio 2001    |
| XXV legislatura    | 13 luglio 2001    | 26 luglio 2006    |
| XXVI legislatura   | 27 luglio 2006    | 9 novembre 2008   |
| XXVII legislatura  | 10 novembre 2008  | 11 novembre 2012  |
| XXVIII legislatura | 12 novembre 2012  | 20 novembre 2016  |
| XXIX legislatura   | 21 novembre 2016  | 8 dicembre 2019   |
| XXX legislatura    | 9 dicembre 2019   | 9 giugno 2024     |
| XXXI legislatura   | 10 giugno 2024    | in carica         |